# Алтопашо
Алтопа̀шо (на италиански: Altopascio) е община в Италия, в региона Тоскана, провинция Лука, между Пиза и Флоренция. Населението е около 15 000 души (2011).